# Орхиданта
Орхиданта (лат. Orchidantha) — род цветковых растений, выделяемый в самостоятельное семейство Ловиевые (лат. Lowiaceae) порядка имбирецветные. К нему относят представителей ранее выделяемых родов ловия (Lowia), протамомум (Protamomum) и вольфия (Wolfia). Орхиданта остается плохо изученным родом, содержащим более дюжины видов, распространенных на юге Китая и в Борнео. В переводе с латыни «орхиданта» обозначает «орхидееподобный цветок», поскольку один лепесток орхиданты преобразован в губу (лабеллум), как у орхидных. Один вид, Orchidantha inouei из Борнео, имитирует запах навоза, чтобы привлечь опылителей — навозных жуков из рода Onthophagus.

## Виды
По информации базы данных The Plant List (на июль 2016), род включает 17 видов:
- Orchidantha borneensis N.E.Br.
- Orchidantha chinensis T.L.Wu
- Orchidantha fimbriata Holttum
- Orchidantha foetida Jenjitt. & K.Larsen
- Orchidantha grandiflora Mood & L.B.Pedersen
- Orchidantha holttumii K.Larsen
- Orchidantha inouei Nagam. & S.Sakai
- Orchidantha insularis T.L.Wu
- Orchidantha laotica K.Larsen
- Orchidantha longiflora (Scort.) Ridl.
- Orchidantha maxillarioides (Ridl.) K.Schum.
- Orchidantha quadricolor L.B.Pedersen & A.L.Lamb
- Orchidantha sabahensis A.L.Lamb & L.B.Pedersen
- Orchidantha siamensis K.Larsen
- Orchidantha stercorea H.Ð.Trần & Škorničk.
- Orchidantha suratii L.B.Pedersen, J.Linton & A.L.Lamb
- Orchidantha vietnamica K.Larsen